# Mediana
|  | No s'ha de confondre amb Mitjana. |

En estadística descriptiva, la mediana d'un conjunt de dades numèriques és un nombre tal que la meitat de les dades són menors (o iguals) que ell, i l'altra meitat més grans (o iguals). Per tant, en el conjunt de les dades ordenades, la mediana ocupa el lloc central. Anàlogament, en teoria de la probabilitat es defineix la mediana d'una variable aleatòria com un nombre tal que la variable té igual probabilitat de prendre valors menors o majors que ell. Finalment, en inferència estadística s'estudia la mediana poblacional i la mediana mostral.
La mediana s'utilitza normalment per a donar un valor "típic" que caracteritza un conjunt de dades. En comparació amb la mitjana, la propietat essencial de la mediana és que no es veu afectada si hi ha un grup de dades molt més petit o molt més grans que les altres, mentre que la mitjana sí que pot quedar distorsionada. Un exemple d'aquesta situació es dona a l'analitzar el temps que els estudiants universitaris tarden en fer una carrera, el fet que hi hagi alguns estudiants que estiguin molts anys per acabar la carrera (perquè es posen a treballar i alenteixen els estudis, o altres motius) fa que la mitjana no reflecteixi bé les dades; al contrari, la mediana no és sensible a aquests valors extrems, i proporciona un millor valor representatiu de la durada dels estudis.
No existeix una notació estàndard àmpliament acceptada per a la mediana, però alguns autors representen la mediana d'una variable x com x͂ o com μ1/2 i alguns cops també M. En tots aquests casos, l'ús d'aquests o d'altres símbols per representar la mediana ha de ser explicitat definint-los en introduir-los.

## Mediana d'un conjunt finit de nombres
En estadística descriptiva, la mediana d'una sèrie de dades {\displaystyle x_{1},\dots ,x_{n}} és un nombre {\displaystyle M} tal que la meitat de les dades són menors (o iguals) que {\displaystyle M}, i l'altra meitat més grans (o iguals) que {\displaystyle M}.

### Càlcul de la mediana d'un nombre petit de dades
Per calcular la mediana es distingeix segons que el nombre de dades {\displaystyle n} sigui senar o parell.
1. Nombre de dades senar. Per exemple, si tenim els nombres 12, 7, 4, 4, 3, 9, 8, per calcular la mediana comencem ordenant-los de menor a major: 3, 4, 4, 7, 8, 9, 12. La mediana és el nombre que ocupa el lloc central, en aquest exemple {\displaystyle M=7}. En general, quan el nombre de dades {\displaystyle n} és senar, la mediana és la dada que ocupa el lloc central en l'ordenació, és a dir, la que ocupa la posició {\displaystyle {\frac {n+1}{2}}}
2. Nombre de dades parell. Quan hi ha un nombre parell de dades, aleshores la mediana pot ser qualsevol número que estigui entre el valor que ocupa el lloc {\displaystyle n/2} i el del lloc{\displaystyle n/2+1} (en la sèrie ordenada). Per exemple, si tenim 12, 7, 4, 4, 3, 9, 8, 11,que ordenats queden 3, 4, 4, 7, 8, 9, 11, 12, la mediana pot ser qualsevol número entre 7 i 8. Per conveni es pren la semisuma:

### Càlcul de la mediana a partir d'una taula de freqüències (dades no agrupades)
Quan tenim les dades donades per una taula de freqüències, la mediana es busca utilitzant les freqüències acumulades (absolutes o relatives). Per exemple, la següent taula dona el nombre de fills de 200 parelles d'una ciutat. Utilitzarem les freqüències absolutes.
{\displaystyle {\begin{array}{ccc}\hline Nombre\ de\ fills&Freq.\ absoluta&Freq.\ abs.\ acumulada\\\hline 0&52&52\\1&54&106\\2&70&176\\3&18&194\\4&6&200\\\hline Total&200&\\\hline \end{array}}}
Com que {\displaystyle n=200} és parell, hem de buscar les observacions que, en ordenar totes les dades, ocupen les posicions 100 i 101. Per la columna de freqüències acumulades veiem que ambdues són 1; llavors, la mediana és 1 fill.

### Càlcul de la mediana a partir d'una taula de freqüències amb dades agrupades
Si les dades estan agrupades en classes (o intervals) el càlcul de la mediana és aproximat, ja que a partir de la taula no es coneix el valor exacte de les dades; pel mateix motiu, no es distingeix si {\displaystyle n} és parell o senar.
Per calcular la mediana, primer es calcula la classe (o interval) mediana, que és aquella classe que conté la freqüència absoluta acumulada n/2, és a dir, és la classe {\displaystyle i} tal que 
{\displaystyle FA_{i-1}<{\dfrac {n}{2}}\leq FA_{i},}
on {\displaystyle FA_{i}} designa la freqüència acumulada de la classe {\displaystyle i} (amb el conveni {\displaystyle FA_{0}=0}). Després s'interpola linealment en aquesta classe per trobar el valor aproximat de la mediana. La fórmula de la interpolació lineal és la següent: Designem per {\displaystyle [L_{i},L_{i+1}[} la classe mediana (el conveni que s'adopti sobre els extrems de les classes no té importància), {\displaystyle a_{i}} la seva longitud, {\displaystyle F_{i}} la seva freqüència absoluta i {\displaystyle FA_{i-1}} la freqüència absoluta acumulada de la classe anterior a la classe mediana. Aleshores
{\displaystyle M=L_{i}+{\dfrac {{\dfrac {n}{2}}-FA_{i-1}}{F_{i}}}\,a_{i}.}
Hi ha una fórmula anàloga utilitzant freqüències relatives.
Exemple. La taula següent dona la superfície (en {\displaystyle m^{2}}) dels habitatges a Catalunya (taula construïda a partir de la taula de Superfície útil dels habitatges principals de 2011 de l'Idescat. (consultada el 6 d'octubre de 2019).
{\displaystyle {\begin{array}{crr}\hline {\text{Superfície}}&{\text{Freq. abs.}}&{\text{Freq. abs. acum.}}\\\hline menys\ de\ 30&8.548&8.548\\de\ 30\ a\ 59.9&339.439&347.987\\de\ 60\ a\ 89.9&1.343.051&1.691.038\\de\ 90\ a\ 119.9&778.443&2.469.481\\de\ 120\ a\ 149.9&223.017&2.692.498\\de\ 150\ a\ 179.9&110.336&2.802.834\\de\ 180\ a\ 209.9&81.889&2.884.723\\mes\ de\ 210&60.221&2.944.944\\\hline Total&2.944.944&\\\hline \end{array}}}
Aleshores {\displaystyle n/2=1.472.472} i la classe mediana és [60,90[. La mediana és
{\displaystyle M=60+30\,{\dfrac {1.472.472-347.987}{1.343.051}}=85'12}

### Càlcul de la mediana amb el programari estadísticR
La instrucció és median(x) on x és un vector de dades. Per exemple:
x=c(12,7,4,4,3,9,8)
median(x)
El resultat és 7.

### Comentaris
1. Tal com hem vist, la mediana és un nombre que ocupa el lloc central en l'ordenació de les dades. Es diu que la mediana, com la mitjana, és una mesura estadística de posició o de tendència central.
2. Si les dades tenen una distribució força simètrica respecte a la seva mitjana aritmètica, llavors la mediana i la mitjana tenen valors molt semblants, que seran iguals si la distribució és perfectament simètrica. En canvi, si la distribució de valors presenta valors molt allunyats de la mitjana en valors grans o en valors petits, llavors la mediana i la mitjana diferiran apreciablement.
3. Continuant amb el punt anterior, tot i que no es poden donar receptes concretes, la mediana és una mesura adient quan hi ha valors extrems molt diferents de les altres dades i que tenen molta influència en la mitjana, la qual cosa donaria una imatge distorsionada de les dades.
Exemple. Considerem les dades {\displaystyle \left\{1,2,3,4,5,6,7,8,9\right\}}, la mediana {\displaystyle Me} pren el valor 5, ja que al darrere d'aquest valor tenim el mateix nombre de dades que al davant. Simbòlicament: {\displaystyle \left\{\left\{1,2,3,4\right\}5\left\{6,7,8,9\right\}\right\}}. La mitjana també val 5, perquè tenim simetria de valors. En efecte, les distàncies entre cada valor i la mitjana són simètrics, i valen {\displaystyle \left\{4,3,2,1,0,1,2,3,4\right\}}. En la seqüència {\displaystyle \left\{0,1,1,2,3,3,4,4,27\right\}}, la mediana val 3 i la mitjana continua valent 5; la diferència ve de l'asimetria de la distribució, ja que les distàncies entre cada valor i la mitjana són {\displaystyle \left\{5,4,4,3,2,2,1,1,22\right\}}.
4. A vegades s'escolta la frase la meitat de les dades són més petites que la mitjana i l'altre meitat més grans. En general, no és certa, com es comprova, per exemple, amb les dades 0, 1, 1, 1. Però si que és certa amb la mediana.

## Mediana d'una variable aleatòria
La mediana d'una variable aleatòria {\displaystyle X} és un nombre {\displaystyle M} tal que 
{\displaystyle P(X\leq M)\geq 1/2\quad {\text{i}}\quad P(X\geq M)\geq 1/2.\quad (1)}
Equivalentment, en termes de la funció de distribució de {\displaystyle X}, {\displaystyle F(x)=P(X\leq x)}, la mediana compleix
{\displaystyle F(M)\geq 1/2\quad {\text{i}}\quad F(M^{-})\leq 1/2,\qquad (2)}
on {\displaystyle F(M^{-})} designa el límit per l'esquerra en el punt {\displaystyle M}. Utilitzant que {\displaystyle F} és creixent, que {\displaystyle \lim _{x\to -\infty }F(x)=0} i {\displaystyle \lim _{x\to \infty }F(x)=1} es demostra que, tal com passava amb la mediana d'un conjunt finit de nombres, hi ha dos casos:
1. Només hi ha un nombre que compleix la condició (2), és a dir, la mediana és única.
2. Hi ha un interval de nombres que compleixen (2). Per tal de donar un sol nombre com a valor de la mediana, molts autors segueixen el conveni de prendre el menor valor que compleix (2) i defineixen la mediana de la següent manera:
{\displaystyle M=\inf\{x:F(x)\geq 1/2\}.\qquad (3)}

### Exemples
1. Sigui {\displaystyle X} una variable aleatòria de Poisson de paràmetre {\displaystyle \lambda =3}. La taula de probabilitats i de probabilitats acumulades és la següent:

| Valor {\displaystyle k}         | 0    | 1    | 2    | 3    | 4    | 5    | {\displaystyle \cdots } |
| ------------------------------- | ---- | ---- | ---- | ---- | ---- | ---- | ----------------------- |
| {\displaystyle P(X=k)}          | 0.05 | 0.15 | 0.22 | 0.22 | 0.17 | 0.1  | {\displaystyle \cdots } |
| {\displaystyle F(k)=P(X\leq k)} | 0.05 | 0.2  | 0.42 | 0.65 | 0.82 | 0.92 | {\displaystyle \cdots } |

Per tant, la mediana és 3.
2. Per a una variable aleatòria discreta, quan la probabilitat dels nombres no és la mateixa, el fet que el nombre de valors possibles sigui parell o senar no determina la mediana. Per exemple, una variable {\displaystyle X} que prengui els valors 1, 2, 3 amb probabilitats
{\displaystyle P(X=1)=P(X=2)=0.2,\quad {\text{i}}\quad P(X=3)=0.6}
té mediana {\displaystyle M=3}, ja que {\displaystyle P(X\leq 3)=P(1)+P(2)+P(3)=1\geq 0.5} i {\displaystyle P(X\geq 3)=P(3)=0.6\geq 0.5}.
3. Considerem una variable aleatòria amb funció de densitat (vegeu la Figura 2):
{\displaystyle f(x)={\begin{cases}3x^{2},&{\text{si }}x\in (0,1).\\0,&{\text{altrament.}}\end{cases}}}

La funció de distribució {\displaystyle F} és contínua i aleshores les condicions (2) impliquen que {\displaystyle F(M^{-})=F(M)}, d'on resulta que la mediana {\displaystyle M} ha de complir {\displaystyle F(M)=1/2}. La funció de distribució és
{\displaystyle F(x)=\int _{-\infty }^{x}f(t)\,dt={\begin{cases}x^{3},&{\text{si }}x\in (0,1),\\0,&{\text{altrament.}}\end{cases}}}
Llavors hem de resoldre l'equació {\displaystyle F(M)=M^{3}=0.5} i obtenim que la mediana és {\displaystyle M={\sqrt[{3}]{0.5}}.} Vegeu la Figura 1.

A la Figura 2 hi ha la representació del gràfic de la funció de densitat. L'àrea total sota la corba és 1. La recta vertical per la mediana divideix aquesta àrea en dues parts iguals, cadascuna d'àrea 0.5.

### Una altra manera d'estudiar la mediana d'un nombre finit de nombres
El cas de la mediana d'un nombre finit de nombres que hem tractat a la primera secció pot incloure's dintre del context de les variables aleatòries discretes, malgrat que la interpretació estadística i probabilística siguin diferents. Considerem donats uns nombres {\displaystyle x_{1},\dots ,x_{n}} (poden haver-hi repeticions) i definim una variable aleatòria {\displaystyle X} que prengui els valors {\displaystyle x_{1},\dots ,x_{n}} amb probabilitat uniforme, és a dir, cada valor amb probabilitat {\displaystyle 1/n}; si hi ha repeticions, aleshores s'assigna a cada número (diferent) la probabilitat {\displaystyle {\text{nombre de repeticions}}/n}. Llavors, si {\displaystyle n} és senar, la mediana dels nombres correspon amb la mediana de {\displaystyle X}.
Exemple. Considerem l'exemple de la primera secció: 3,4,4,7,8,9,12. Definim la variable aleatòria que pren aquests valors amb probabilitats
{\displaystyle P(X=3)=P(X=7)=P(X=8)=P(X=9)=P(X=12)=1/7,\quad {\text{i}}\quad P(X=4)=2/7.}
Aleshores
{\displaystyle P(X\leq 4)=P(X=3)+P(X=4)={\frac {3}{7}}<0.5\quad {\text{i}}\quad P(X\leq 7)=P(X=3)+P(X=4)+P(X=7)={\frac {4}{7}}=0.57}
Així, 7 és el primer valor tal que {\displaystyle P(X\geq k)\geq 0.5} i, per tant, la mediana de {\displaystyle X} és 7.
Si el nombre de dades és parell, aleshores la mediana segons la definició (3) és el valor que, amb les dades ordenades, ocupa el lloc {\displaystyle n/2}, mentre que a la primera secció hem adoptat el conveni de prendre com a mediana la semisuma dels valors que ocupen, amb les dades ordenades, els llocs {\displaystyle n/2} i {\displaystyle n/2+1}.
Exemple. Considerem també l'exemple de la primera secció amb un nombre de dades parell: 3,4,4,7,8,9,11,12. Ara la variable aleatòria tindrà probabilitats:
{\displaystyle P(X=3)=P(X=7)=P(X=8)=P(X=9)=P(X=11)=P(X=12)=1/8,\quad {\text{i}}\quad P(X=4)=1/4.}
Llavors, 
{\displaystyle P(X\leq 4)=P(X=3)+P(X=4)={\frac {3}{8}}\,<0.5,}
{\displaystyle P(X\leq 7)=P(X=3)+P(X=4)+P(X=7)={\frac {4}{8}}=0.5\geq 0.5,}
També 7 és el primer valor tal que {\displaystyle P(X\geq k)\geq 0.5.}D'acord amb el conveni (3), la mediana és 7. A la secció primera, amb el conveni de la semisuma havíem obtingut 7.5. Per tant, ambdós convenis en el cas d'un nombre parell de dades són diferents.
Important. Noteu que tant en el cas parell com en el senar, la mediana segons (3) és el valor ocupa el lloc {\displaystyle [(n+1)/2]}, és a dir, la part entera de {\displaystyle (n+1)/2}, en les dades ordenades.

## Mediana poblacional i mediana mostral
En inferència estadística un model estadístic d'una població s'acostuma a donar per una variable aleatòria {\displaystyle X} amb diverses característiques desconegudes. Una mostra de mida {\displaystyle n} és una família {\displaystyle X_{1},\dots ,X_{n}} de variables aleatòries independents, totes amb la mateixa distribució que {\displaystyle X}. La mediana de {\displaystyle X} s'anomena mediana poblacional (normalment és desconeguda), mentre que s'anomena mediana mostral a la mediana dels nombres {\displaystyle X_{1},\dots ,X_{n}}, que és el valor que en la mostra ordenada ocupa el lloc {\displaystyle [(n+1)/2]}. Designem per {\displaystyle M} la mediana poblacional i per {\displaystyle {\widehat {M}}_{n}}la mediana mostral.
La mediana mostral és un bon estimador de la mediana poblacional. Concretament,
1. Si les inequacions (2) tenen una solució única, aleshores {\displaystyle {\widehat {M}}_{n}}és un estimador fortament consistent de {\displaystyle M}, concretament,{\displaystyle \lim _{n\to \infty }{\widehat {M}}_{n}=M}, quasi segurament.
2. Si {\displaystyle X} és absolutament contínua amb funció de densitat {\displaystyle f(x)} contínua i estrictament positiva en {\displaystyle M}, aleshores {\displaystyle {\widehat {M}}_{n}}és asimptòticament normal[9] {\displaystyle {\mathcal {AN}}{\Big (}M,1/{\big (}4f(M)^{2}n{\big )}{\Big )}}, és a dir, {\displaystyle \lim _{n\to \infty }2f(M){\sqrt {n}}({\widehat {M}}_{n}-M)=Z}, en distribució, on {\displaystyle Z} és una variable aleatòria normal estàndard {\displaystyle {\mathcal {N}}(0,1)}.

Per a la construcció d'intervals de confiança i tests d'hipòtesis per a la mediana, vegeu. L'estudi d'aquestes propietats s'inclou dintre de l'estadística no paramètrica.